# Jakob Fischer (Landwirt)
Jakob Fischer (* 1863 in Rottum; † 1943 in Mettenberg) war ein oberschwäbischer Bauer, nach dem die Apfelsorte Jakob Fischer benannt ist.

## Leben
Jakob Fischer wuchs am Wohnplatz Niklas an der K7570 zwischen Mittelbuch  und Rottum bei Steinhausen an der Rottum in Oberschwaben auf. Im Grundbuch-Archiv ist, datiert auf das Jahr 1850, eine Person namens Fischer als Eigentümer einer kleinen Hofstatt eingetragen.
Im Jahr 1892 übernahm er die Hofstatt samt landwirtschaftlichen Flächen von seinem Vater. Neben seinem Beruf als Landwirt übte er die Berufe des Samenverkäufers und Schuhmachers aus. In den Aufzeichnungen des Kriegervereins Rottum ist zu lesen, dass er 1898 die Christbaumfeier mitorganisierte. Außerdem war der Flügelhornist Gründungsmitglied des Musikvereins Mittelbuch. Jakob Fischer verkaufte 1928 seine Hofstatt bei Rottum und zog nach Mettenberg bei Biberach an der Riß, wo er 1943 verstarb. Fischer ist auf dem evangelischen Friedhof in Biberach begraben.
Im Jahre 2012 wurde zu Ehren Jakob Fischers der Platz vor der Mehrzweckhalle Steinhausen in Jakob-Fischer-Platz benannt und eine Gedenktafel enthüllt.

## Apfelsorte Jakob Fischer

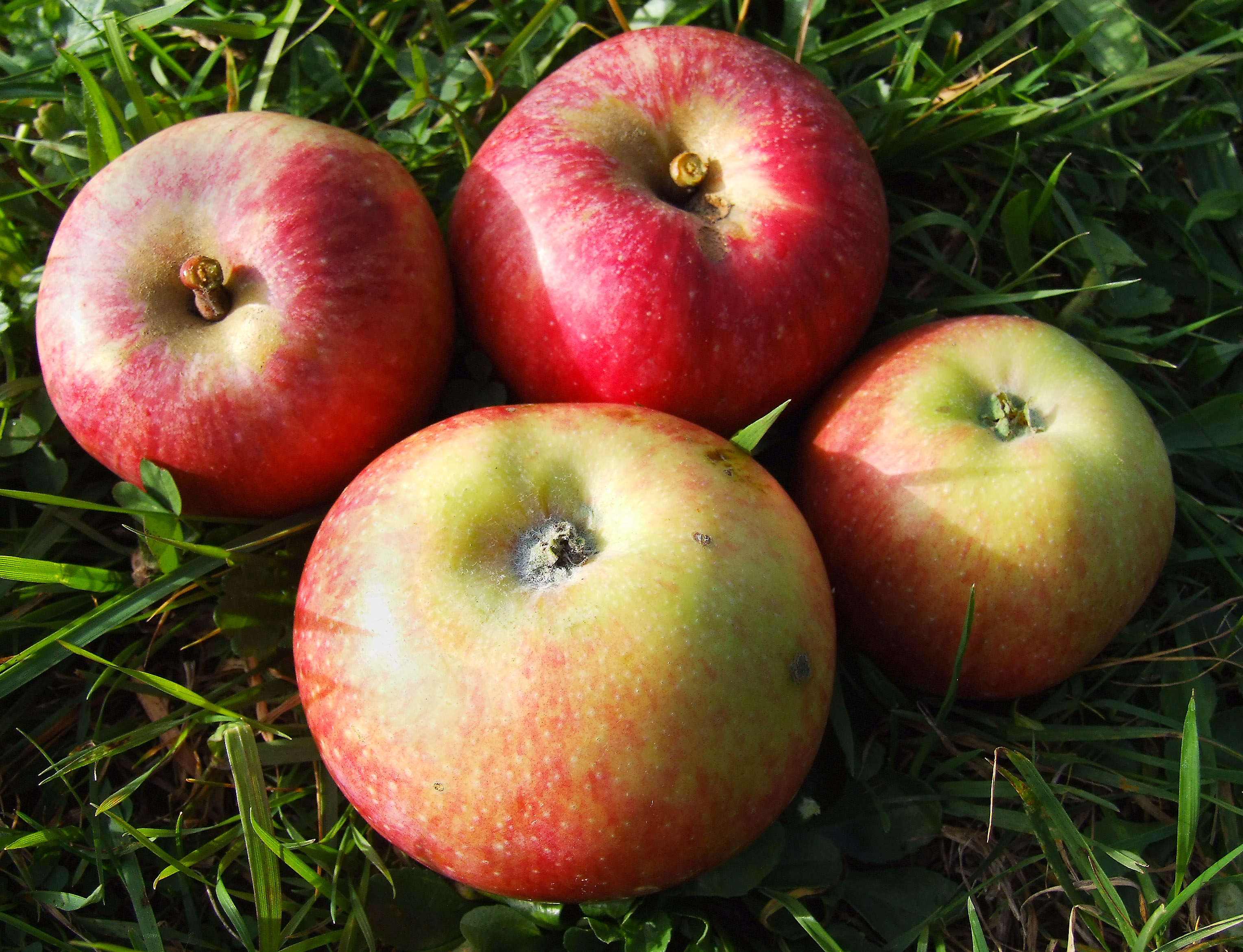
Äpfel der Sorte Jakob Fischer

Im Jahr 1903 entdeckte Jakob Fischer durch Zufall ein kleines Apfelbäumchen, das er ausgrub und in seinen Garten verpflanzte. Aus diesem Wildling wurde ein stattlicher Baum der 1912 große, flachkugelig und unregelmäßig geformte Äpfel trug. Einige dieser Äpfel wurden 1914 in Stuttgart Experten des Württembergischen Gärtnereiverbandes vorgelegt und erhielten daraufhin den Namen nach seinem Entdecker Jakob Fischer. Der Kulturapfel Jakob Fischer entwickelte sich zu einer Standardsorte im Königreich Württemberg. Der in der Liste der Naturdenkmale im Landkreis Biberach verzeichnete Urbaum der Apfelsorte Jakob Fischer befand sich in unmittelbarer Nähe der Hofstelle, heute ein genetischer Klon. Der Urbaum ist im Jahre 2020 unter Medienecho abgestorben und wurde im Februar 2021 gelegt. Der Künstler Bernhard Schmid wurde damit beauftragt, aus dem Stamm eine Skulptur zu erstellen. Vom Urbaum wurden wurzelechte genetische Klone gewonnen und zusätzlich im oberschwäbischem Kürnbach gepflanzt.